# جلوه‌های فیزیکی
جلوه‌های فیزیکی جلوه‌های ویژه‌ای هستند که به شکل فیزیکی بدون تصاویر تولیدشده توسط کامپیوتر یا تکنیک‌های پس‌تولید خلق شده‌اند. در برخی بافت‌ها «جلوه‌های ویژه» به‌عنوان مترادف «جلوه‌های فیزیکی» استفاده می‌شود که در تضاد با جلوه‌های بصری است که در پس‌تولید از طریق دستکاری عکاسی یا تولید کامپیوتری ایجاد می‌شوند.